# Si me quieres escribir
Si me quieres escribir, també coneguda com a Ya sabes mi paradero i El frente de Gandesa, és una de les cançons de la Guerra Civil Espanyola més famoses i conegudes, composta durant la batalla de l'Ebre.

## Context històric
La melodia estava basada en la lletra de la cançó A la derecha va el tercio del terç durant la guerres del Rif, al nord del Marroc.
Durant la batalla de l'Ebre, la lletra de la cançó podia canviar en funció de la localització dels combats i de les unitats que es veien embolicades. El setge de Gandesa, la voladura de pontons i ponts, i altres fets de la batalla de l'Ebre apareixen esmentats tant en aquesta cançó com a ¡Ay Carmela!, una altra cançó també relacionada amb aquesta batalla. Els enginyers republicans van ser capaços de reparar els ponts i pontons que eren bombardejats constantment per la Legió Còndor alemanya i la Aviazione Legionaria italiana, per a així poder permetre a les forces republicanes travessar el riu i mantenir oberta la cadena de subministraments. També apareix esmentada la 3a Brigada Mixta, una unitat republicana composta per carabiners que va estar present en el camp de batalla.
Els moros esmentats en diverses ocasions en realitat són les tropes Regulars, les temudes forces de xoc marroquins de l'Exèrcit franquista que van estar martellejant les posicions republicanes al front de Gandesa durant mesos.

## Lletra
| Los moros que trajo Franco en Madrid quieren entrar mientras queden milicianos los moros no pasarán. Si me quieres escribir ya sabes mi paradero Tercera Brigada Mixta, primera línea de fuego. Aunque me tiren el puente y también la pasarela me verás pasar el Ebro en un barquito de vela. Diez mil veces que los tiren diez mil veces los haremos tenemos cabeza dura los del Cuerpo de Ingenieros. En el Ebro se han hundido las banderas italianas y en los puentes solo quedan las que son republicanas. |